# Bremke (Gleichen)
Bremke ist ein Ortsteil der Gemeinde Gleichen im Landkreis Göttingen in Südniedersachsen.

## Geographie

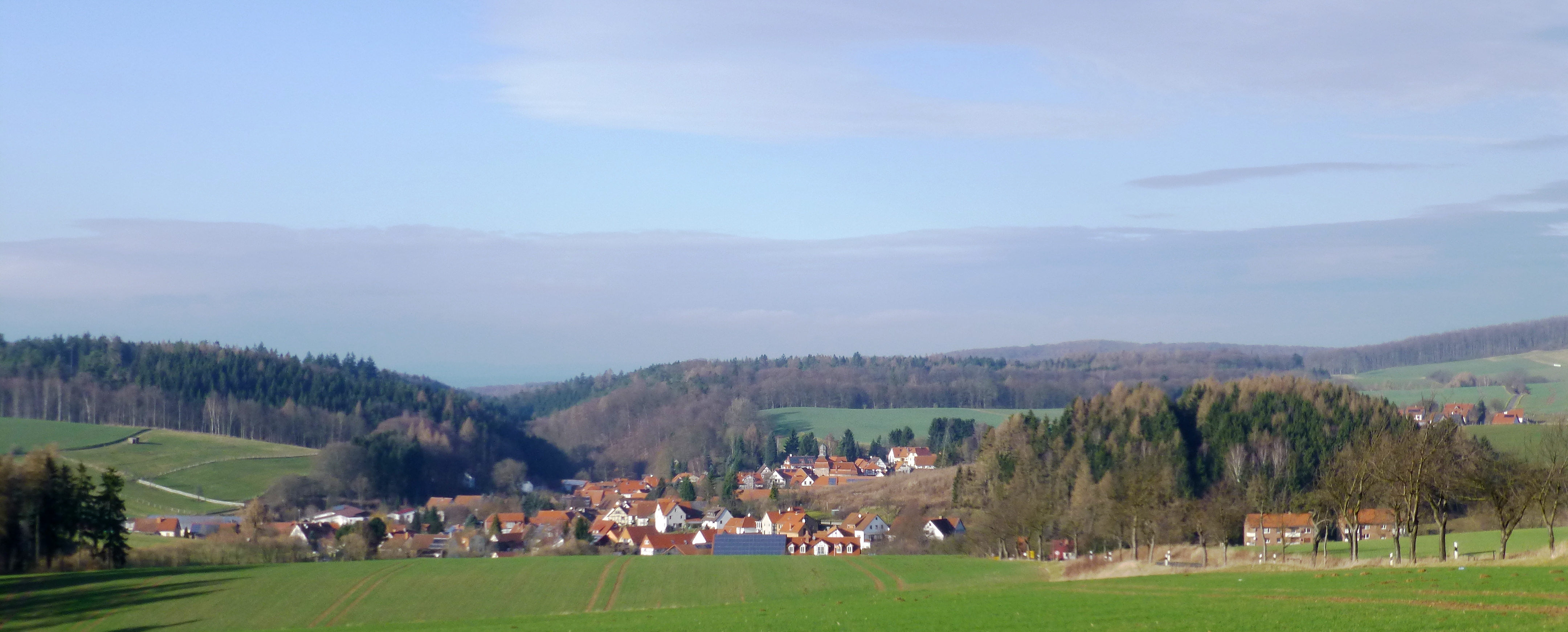
Ansicht auf Bremke aus Richtung Südosten

Bremke ist ein Straßendorf, das an der Deutschen Märchenstraße ungefähr 9 Kilometer südöstlich von Göttingen liegt. Unmittelbar südlich verlief die ehemalige Innerdeutsche Grenze und heutige niedersächsisch-thüringische Landesgrenze.
Der Ort am Rande des Reinhäuser Waldes und im engen Tal des Wendebaches wird von steilen offenen Buntsandsteinfelsen geprägt. Höchste Erhebungen in der Umgebung sind der Eschenberg (407,8 m) und Die Gleichen (430 m) nördlich der Ortslage.
Zur Gemarkung von Bremke gehören noch die Gutshöfe bzw. Siedlungen Appenrode, Elbickerode, Sennickerode und Vogelsang.
Verkehrsmäßig ist der Ort über die Landesstraßen L 568 und L567 angeschlossen.

## Geschichte
Die erste urkundliche Erwähnung ist in einer auf das Jahr 1022 datierten Urkunde überliefert, die Anfang des 12. Jahrhunderts gefälscht wurde und Heinrich II. als Aussteller angibt. Der Ortsname ist dort als Bredenbiche angegeben. Frühere Erwähnungen eines Ortes Bredanbiki und Bredanbeke in den Corveyer Traditionen können sich auch auf Bremke im Landkreis Holzminden beziehen. Im 19. Jahrhundert gehörte Bremke zur einen Hälfte zum Kurfürstentum Braunschweig-Lüneburg, während die andere Hälfte der Herrschaft der Landgrafschaft Hessen-Kassel unterstand. Die Besonderheit, welche daraus resultierte, war, dass ein Wohnhaus sich auf dem Territorium Hannovers, ein anderes auf dem Gebiet Hessens befand.
Am 1. Januar 1973 wurde Bremke in die neue Gemeinde Gleichen eingegliedert.

## Politik

### Ortsrat
Der Ortsrat setzt sich aus fünf Ratsfrauen und Ratsherren zusammen.
- SPD: 3 Sitze
- Wählergemeinschaft Gemeinsam für Bremke: 2 Sitze

(Stand: Kommunalwahl am 12. September 2021)

### Ortsbürgermeister
Ortsbürgermeisterin von Bremke ist Karin Jürgens.

### Wappen
| Wappen von Bremke | Blasonierung: „Geteilt von Gold (Gelb) und Rot mit verwechselten Tinkturen, oben schräggekreuzt Haue und Stoßaxt, unten zwei schräggekreuzte Ähren.“ |
| Wappen von Bremke | Wappenbegründung: Das von Otto Rössler von Wildenhain entworfene Wappen wurde vom niedersächsischen Ministerium des Inneren am 8. Juli 1949 genehmigt. Haue und Stoßaxt stehen für das traditionelle Steinhauer- und Zimmererhandwerk in der Gemeinde, die Ähren für die Landwirtschaft. |

## Etymologie
Die ersten Erwähnungen des Ortsnamens zeigen, dass er auf eine im Dativ stehende Konstruktion zurückzuführen ist: (tom) brēden beke (am breiten Bach). Die Endung -beke (-bach) wurde mit dem Bestimmungswort im 16. Jahrhundert zu Bremke kontrahiert. Möglich ist ein Bezug auf den Wendebach, dem in Bremke noch ein von Süden kommender Bach zuströmt und dessen Tal sich unmittelbar westlich des Ortes beim Durchfluss durch den Reinhäuser Wald deutlich verengt.

## Religionen
Die Protestanten in Bremke gehören zur ev.-luth. Kirchengemeinde St. Matthias in Bremke.
In Bremke bestand neben der protestantischen Mehrheit eine jüdische Synagogengemeinde. Bereits seit dem 18. Jahrhundert gab es einen jüdischen Friedhof, 1828 wurde eine Synagoge im Ort erbaut und 1838 eine jüdische Elementarschule eingerichtet. Mitte des 19. Jahrhunderts waren 17 Prozent der Einwohner jüdisch, zur Synagogengemeinde gehörten zumindest kurzzeitig auch die jüdischen Bewohner aus Gelliehausen, Reinhausen und Wöllmarshausen. Anfang 1933 gab es 26 jüdische Einwohner in Bremke, unter ihnen den Maler Hermann Hirsch. Die letzten Juden mussten das Dorf Ende 1939 verlassen. Durch die Novemberpogrome 1938 wurde die Bremker Synagoge zerstört.

## Kultur und Sehenswürdigkeiten
Seit vielen Jahren werden auf der Waldbühne mit etwa 1000 Sitzplätzen in der Zeit von Mai bis September regelmäßig sonntags Märchenspiele aufgeführt.
Mehrere Vereine prägen das Leben im Dorf: der TSV 1904 Bremke-Ischenrode e. V., Schützenverein Altengleichen Bremke, die Freiwillige Feuerwehr Bremke sowie die Reitgemeinschaft Bremke e. V.

### Bauwerke

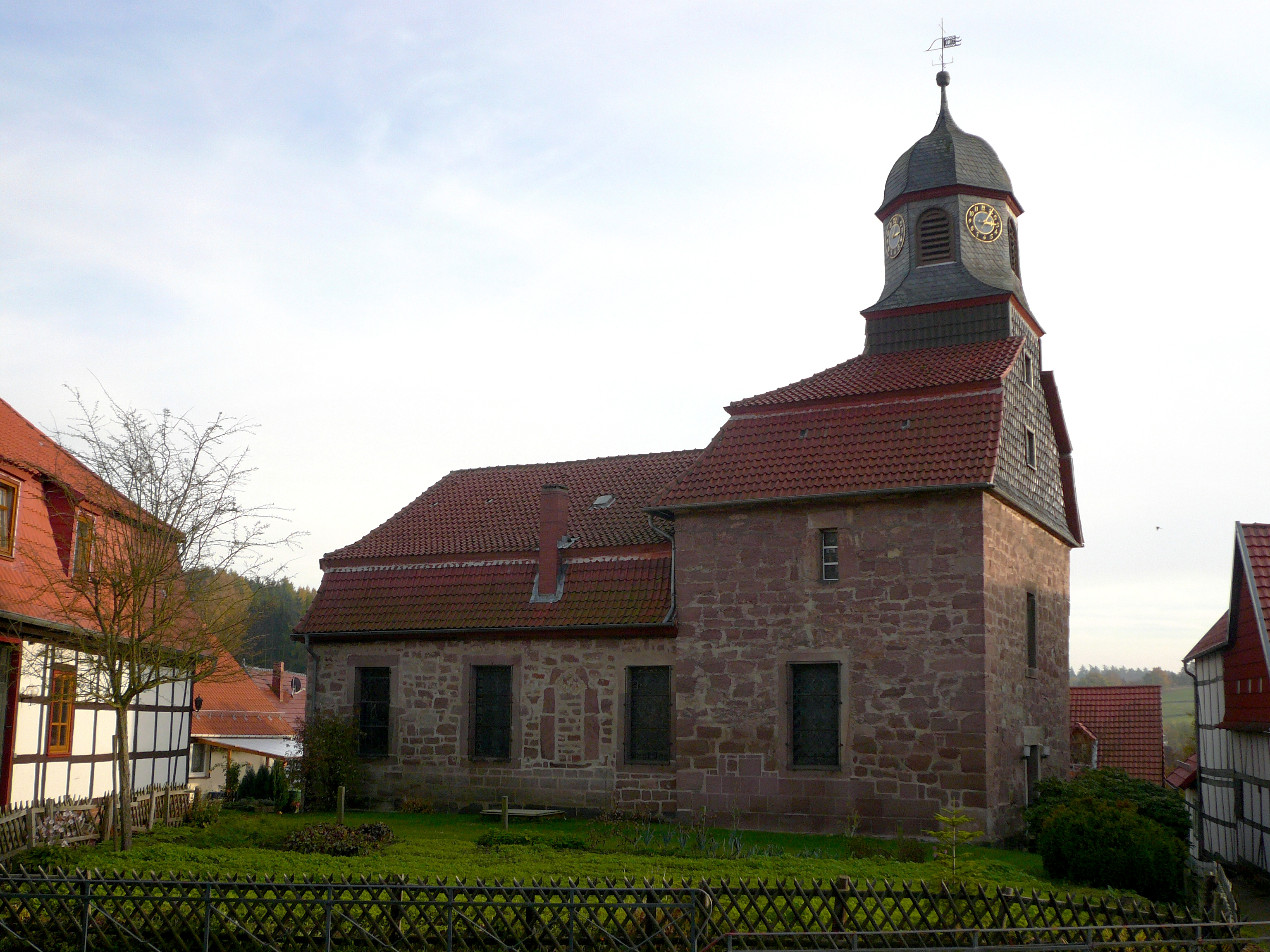
Ev.-luth. Kirche St. Matthias

- Die evangelische Kirche St. Matthias ist ein im Kern wahrscheinlich mittelalterlicher Bau aus rotem Buntsandstein. Im unregelmäßigen Mauerwerk sind noch Reste zugesetzter Spitzbogenfenster erkennbar. Über der Tür befindet sich die Jahresangabe „1772“, die offenbar auf eine spätere Baumaßnahme hinweist. Das einzigartige äußere Erscheinungsbild wird durch den gedrungen wirkenden Turmunterbau im Westen bestimmt, der geringfügig breiter ist als das Schiff und über einem im Osten abgewalmten Mansarddach einen oktogonalen, schieferbehängten Turm trägt. Im Inneren befindet sich ein Altar aus der Zeit um 1770.[15]
- Das Gasthaus Jütte, auch “Mutter Jütte” genannt, war ein Traditionsgasthof, der von  1883 bis 2022 betrieben wurde.
- Fachwerkhäuser prägen den Ort, der als eines der schönsten Dörfer im Kreis Göttingen gilt und beim Wettbewerb „Unser Dorf soll schöner werden“ ausgezeichnet wurde
- der jüdische Friedhof am Eschenberg

## Bremke digital
Aus dem Modellprojekt‚ bremke.digital, das in Zusammenarbeit mit dem ehrenamtlichen Arbeitskreis aus Bremke, der Stiftung Digitale Chancen, dem Haus Kirchlicher Dienste und Fraunhofer IESE realisiert wurde, ist der Transfer zu gleichen.digital gelungen. Mit dem Internetauftritt, der DorfFunk-App und den digitalen Schaukästen werden den Bürgern in der Gemeinde Gleichen moderne Kommunikationswege geboten. Bürger können ihre Hilfe anbieten, Dorfneuigkeiten austauschen und sich über Aktivitäten, Angebote und Veranstaltungen in der Gemeinde informieren.

## Infrastruktur
Die Kinder im Grundschulalter besuchen die Grundschule im Ort.

## Persönlichkeiten
- Hermann Hirsch (1861–1934), Maler und Bildhauer, lebte von 1918 bis 1933 in Bremke
- Wilhelm Thomas (1896–1978), Theologe, von 1930 bis 1934 Pfarrer in Bremke